# City of Playford Tennis International 2023
Il City of Playford Tennis International 2023 è stato un torneo maschile e femminile di tennis professionistico. Il torneo maschile faceva parte della categoria Challenger 75 nell'ambito dell'ATP Challenger Tour 2023 mentre il torneo femminile faceva parte dell'ITF Women's World Tennis Tour nella categoria W60. Entrambi si sono giocati al Playford City Tennis Centre della Città di Playford, in Australia dal 23 al 29 ottobre 2023.

## Torneo maschile

### Teste di serie
| Nazionalità   | Giocatore          | Ranking* | Testa di serie |
| ------------- | ------------------ | -------- | -------------- |
| Australia     | Thanasi Kokkinakis | 68       | 1              |
| Australia     | Rinky Hijikata     | 70       | 2              |
| Giappone      | Tarō Daniel        | 97       | 3              |
| Australia     | James Duckworth    | 144      | 4              |
| Australia     | Marc Polmans       | 151      | 5              |
| Corea del Sud | Hong Seong-chan    | 197      | 6              |
| Australia     | Dane Sweeny        | 246      | 7              |
| Australia     | Tristan Schoolkate | 247      | 8              |

* Ranking al 16 ottobre 2023.

### Altri partecipanti
I seguenti giocatori hanno ricevuto una wild card per il tabellone principale:
- Matthew Dellavedova
- Blake Mott
- Zack Viiala

Il seguente giocatore è entrato in tabellone come special exempt:
- Coleman Wong

Il seguente giocatore è entrato  in tabellone come alternate:
- Blake Ellis

I seguenti giocatori sono passati dalle qualificazioni:
- Jayden Court
- Jacob Bradshaw
- Nam Ji-sung
- Yusuke Takahashi
- Pavle Marinkov
- Kai Wehnelt

Il seguente giocatore è entrato in tabellone come lucky loser:
- Ajeet Rai

## Torneo femminile

### Teste di serie
| Nazionalità   | Giocatrice       | Ranking* | Testa di serie |
| ------------- | ---------------- | -------- | -------------- |
| Australia     | Kimberly Birrell | 102      | 1              |
| Corea del Sud | Jang Su-jeong    | 152      | 2              |
| Australia     | Astra Sharma     | 164      | 3              |
| Giappone      | Moyuka Uchijima  | 183      | 4              |
| Australia     | Priscilla Hon    | 193      | 5              |
| Australia     | Jaimee Fourlis   | 207      | 6              |
| Australia     | Destanee Aiava   | 223      | 7              |
| Cina          | Ma Yexin         | 229      | 8              |

* Ranking al 16 ottobre 2023.

### Altre partecipanti
Le seguenti giocatrici hanno ricevuto una wildcard per il tabellone principale:
- Elysia Bolton
- Gabriella Da Silva-Fick
- Alana Parnaby
- Ivana Popovic

Le seguenti giocatrici sono passate dalle qualificazioni:
- Talia Gibson
- Haruna Arakawa
- Emerson Jones
- Monique Barry
- Chihiro Muramatsu
- Lea Ma
- Natsuho Arakawa
- Hikaru Sato

## Campioni

### Singolare maschile
James Duckworth ha sconfitto in finale  Coleman Wong con il punteggio di 7–5, 7–5.

### Doppio maschile
Ryan Seggerman /  Patrik Trhac hanno sconfitto in finale  Blake Ellis /  Tristan Schoolkate con il punteggio di 6–3, 7–6(3).

### Singolare femminile
Astra Sharma ha sconfitto in finale  Joanna Garland con il punteggio di 7–6(6), 6–0.

### Doppio femminile
Talia Gibson /  Priscilla Hon hanno sconfitto in finale  Kaylah McPhee /  Astra Sharma con il punteggio di 6–1, 6–2.